# 坦普爾 (印地安納州)
坦普爾（英語：Temple）是位於美國印地安納州克勞福德縣的一個非建制地區。該地的面積和人口皆未知。

## 地理
坦普爾的座標為38°20′40″N 86°24′57″W / 38.34444°N 86.41583°W，而該地的平均海拔高度為177米（即581英尺）。